# Forças Estratégicas de Mísseis da Rússia
As Forças Estratégicas de Mísseis da Rússia, RVSN (em russo: Ракетные войска стратегического назначения, РВСН) é um ramo independente das Forças Armadas da Federação Russa e o componente terrestre das forças nucleares estratégicas. Sua atividade lhe permite preparo e prontidão para o trabalho constante, com a finalidade da intimidação nuclear, agressão e possível destruição.
Sob o comando da RVSN, estão todos os mísseis balísticos terrestres, intercontinentais e de silo pertencentes à Federação Russa.
As Forças Estratégicas de Mísseis foram estabelecidas em 17 de dezembro de 1959. 